# Александровка (посёлок, городской округ Подольск)
Александро́вка — посёлок в городском округе Подольск Московской области России. Входил в состав сельского поселения Стрелковское до его упразднения 1 июня 2015 года  (до середины 2000-х — Стрелковский сельский округ).

## Население
| 2002 | 2006 | 2010  |
| ---- | ---- | ----- |
| 617  | ↘574 | ↗1218 |

Согласно Всероссийской переписи, в 2002 году в посёлке проживало 617 человек (273 мужчины и 344 женщины); преобладающая национальность — русские (89 %).

## Расположение
Посёлок Александровка расположен на дублере 39 километра Федеральной автомобильной дороги М-2 «Крым» (Симферопольское шоссе) примерно в километре к западу от черты города Подольска. Посёлок окружён лесами. Рядом с посёлком находится одноимённая деревня Александровка.

## Улицы
В посёлке Александровка расположены следующие улицы и территории:
- Александровская улица
- Территория ДСК Контур
- Запрудная улица
- Зелёная улица
- Колхозная улица
- Лесная улица
- Московская улица
- Октябрьская улица
- Улица Орджоникидзе
- Подольская улица
- Рабочая улица
- Сосновая улица
- Садовая улица
- Трансформаторная улица
- Центральная улица

## Транспорт

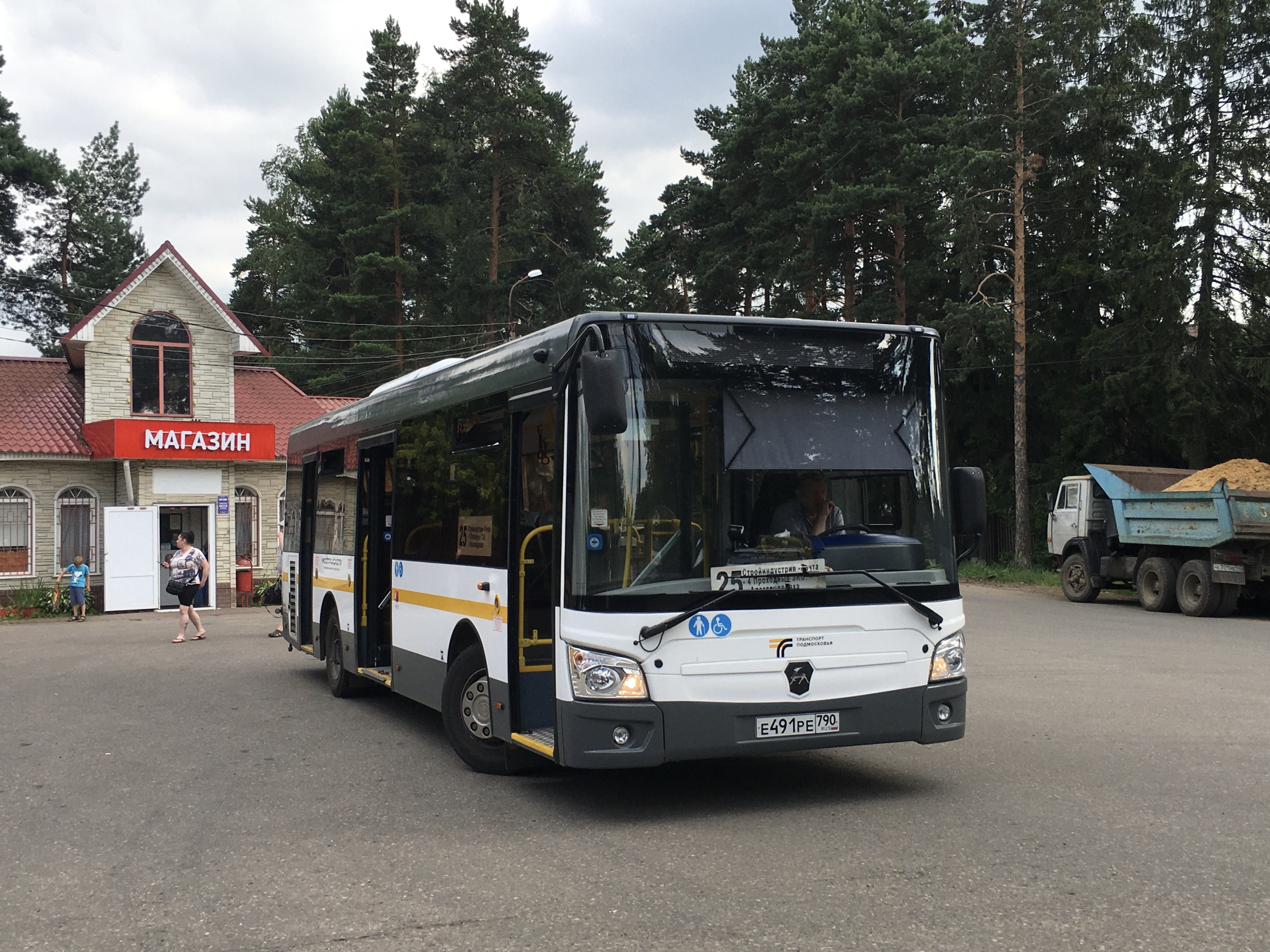
ЛиАЗ-4292.60 на разворотном кольце, маршрут № 25

В посёлке осуществляется регулярное движение рейсового автобуса № 25 МЦД Подольск — Дом отдыха «Александровка».
На остановке «Поворот на Александровку» можно сесть на маршрутное такси №1231к, а также на автобус № 25, 426, 432 и 435.